# Kostadinkino, Sofia
Kostadinkino (în bulgară Костадинкино) este un sat în comuna Ihtiman, regiunea Sofia,  Bulgaria. 

## Demografie
Componența etnică a satului Kostadinkino
     Bulgari (100%)
     Nicio identificare (0%)
     Altele (0%)
La recensământul din 2011, populația satului Kostadinkino era de 28 locuitori. Din punct de vedere etnic, toți locuitorii erau bulgari.